# Ирбин
Ирбин (араб. عربين‎), также Арбил (араб. عربيل‎) — город на юго-западе Сирии, расположенный в Восточной Гуте на территории мухафазы Дамаск.

## Географическое положение
Город находится в западной части мухафазы, в долине реки Барада, на высоте 670 метров над уровнем моря.

Ирбин расположен на расстоянии приблизительно 5 километров к северо-востоку от Дамаска, административного центра провинции и столицы страны. Ближайший аэропорт расположен в городе Дамаск.

## Демография
По оценочным данным на 2003 год население составляло 41 524 человека.
Динамика численности населения города по годам:
| 2003   | 2012   |
| ------ | ------ |
| 41 524 | 51 246 |